# Llista de topònims d'Albons
Llista de topònims (noms propis de lloc) del municipi d'Albons, al Baix Empordà
Informació actualitzada per un bot. Els canvis manuals es perdran quan s'actualitzi!

## cabana
| imatge | Nom              | Ubicat a | instància de | Detalls | coordenades                                                         | Protecció | Commons (més fotos) | Dades a WD                    |
| ------ | ---------------- | -------- | ------------ | ------- | ------------------------------------------------------------------- | --------- | ------------------- | ----------------------------- |
|        | cobert d'en Puig | Albons   | cabana       |         | 42° 06′ 07″ N, 3° 05′ 11″ E / 42.1020010416528°N,3.08644832669996°E |           |                     | Modifica les dades a Wikidata |
|        | cobert d'en Solà | Albons   | cabana       |         | 42° 06′ 25″ N, 3° 04′ 25″ E / 42.1070446451856°N,3.07358608178689°E |           |                     | Modifica les dades a Wikidata |

## església
| imatge | Nom                | Ubicat a | instància de    | Detalls                      | coordenades                                                    | Protecció                                  | Commons (més fotos) | Dades a WD                    |
| ------ | ------------------ | -------- | --------------- | ---------------------------- | -------------------------------------------------------------- | ------------------------------------------ | ------------------- | ----------------------------- |
|        | Sant Cugat         | Albons   | església        | Estil: arquitectura romànica | 42° 06′ 16″ N, 3° 05′ 06″ E / 42.1044°N,3.08503°E ca:Pl. Major | bé integrant del patrimoni cultural català | Sant Cugat d'Albons | Modifica les dades a Wikidata |
|        | Sant Grau d'Albons | Albons   | església ermita | Estil: arquitectura romànica | 42° 06′ 34″ N, 3° 03′ 33″ E / 42.1094°N,3.0591°E               | bé integrant del patrimoni cultural català | Sant Grau d'Albons  | Modifica les dades a Wikidata |

## masia
| imatge | Nom              | Ubicat a | instància de | Detalls                           | coordenades                                                         | Protecció | Commons (més fotos) | Dades a WD                    |
| ------ | ---------------- | -------- | ------------ | --------------------------------- | ------------------------------------------------------------------- | --------- | ------------------- | ----------------------------- |
|        | Ca la Quitèria   | Albons   | masia        |                                   | 42° 06′ 22″ N, 3° 04′ 34″ E / 42.1062323558812°N,3.07619763252634°E |           |                     | Modifica les dades a Wikidata |
|        | Cal Boter        | Albons   | masia        |                                   | 42° 06′ 23″ N, 3° 04′ 18″ E / 42.1063433407438°N,3.07168637416972°E |           |                     | Modifica les dades a Wikidata |
|        | Can Baró         | Albons   | masia        |                                   | 42° 06′ 23″ N, 3° 04′ 24″ E / 42.1062521823161°N,3.07341583723058°E |           |                     | Modifica les dades a Wikidata |
|        | Can Blanc        | Albons   | masia        |                                   | 42° 06′ 47″ N, 3° 05′ 52″ E / 42.1130338859114°N,3.09780951013296°E |           |                     | Modifica les dades a Wikidata |
|        | Can Callol       | Albons   | masia        |                                   | 42° 06′ 50″ N, 3° 06′ 07″ E / 42.1139579198438°N,3.1019841645392°E  |           |                     | Modifica les dades a Wikidata |
|        | Can Guàrdia      | Albons   | masia        |                                   | 42° 06′ 16″ N, 3° 05′ 12″ E / 42.1045047286645°N,3.08660895677692°E |           |                     | Modifica les dades a Wikidata |
|        | Can Llarg        | Albons   | masia        |                                   | 42° 06′ 20″ N, 3° 05′ 03″ E / 42.1056052409876°N,3.08430035889187°E |           |                     | Modifica les dades a Wikidata |
|        | Can Manel        | Albons   | masia        |                                   | 42° 06′ 14″ N, 3° 05′ 12″ E / 42.1039012296845°N,3.08669279634646°E |           |                     | Modifica les dades a Wikidata |
|        | Can Maçanella    | Albons   | masia        |                                   | 42° 06′ 25″ N, 3° 04′ 57″ E / 42.1068314335033°N,3.08249983207721°E |           |                     | Modifica les dades a Wikidata |
|        | Can Motes        | Albons   | masia        |                                   | 42° 06′ 18″ N, 3° 05′ 11″ E / 42.104991270672°N,3.08635563184285°E  |           |                     | Modifica les dades a Wikidata |
|        | Can Nadal Vell   | Albons   | masia        |                                   | 42° 06′ 23″ N, 3° 04′ 37″ E / 42.1063578977055°N,3.07702023506913°E |           |                     | Modifica les dades a Wikidata |
|        | Can Plàcido      | Albons   | masia        |                                   | 42° 06′ 13″ N, 3° 05′ 06″ E / 42.1037132972422°N,3.08508398745546°E |           |                     | Modifica les dades a Wikidata |
|        | Can Quelons      | Albons   | masia        |                                   | 42° 06′ 29″ N, 3° 05′ 34″ E / 42.1079765000678°N,3.09267337385767°E |           |                     | Modifica les dades a Wikidata |
|        | Can Saló         | Albons   | masia        |                                   | 42° 06′ 27″ N, 3° 05′ 02″ E / 42.1075868816982°N,3.08401270142404°E |           |                     | Modifica les dades a Wikidata |
|        | Can Sant Mori    | Albons   | masia        |                                   | 42° 06′ 26″ N, 3° 04′ 18″ E / 42.1071809218765°N,3.07172360292292°E |           |                     | Modifica les dades a Wikidata |
|        | Can Solà         | Albons   | masia        |                                   | 42° 06′ 27″ N, 3° 04′ 25″ E / 42.1076120618911°N,3.07357464287245°E |           |                     | Modifica les dades a Wikidata |
|        | Can Tell         | Albons   | masia        |                                   | 42° 06′ 20″ N, 3° 05′ 07″ E / 42.1055775784837°N,3.08517114329863°E |           |                     | Modifica les dades a Wikidata |
|        | Can Tuies        | Albons   | masia        |                                   | 42° 06′ 16″ N, 3° 04′ 47″ E / 42.1044285905473°N,3.07982382826107°E |           |                     | Modifica les dades a Wikidata |
|        | Can Virosquet    | Albons   | masia        |                                   | 42° 06′ 54″ N, 3° 05′ 51″ E / 42.1149165376897°N,3.09746160597824°E |           |                     | Modifica les dades a Wikidata |
|        | Casa Massaguer   | Albons   | masia        | Arquitecte: Rafael Masó i Valentí | 42° 05′ 55″ N, 3° 05′ 03″ E / 42.09865°N,3.084078°E                 |           |                     | Modifica les dades a Wikidata |
|        | Mas Gusó         | Albons   | masia        |                                   | 42° 05′ 41″ N, 3° 05′ 30″ E / 42.0947106983043°N,3.09169873779659°E |           |                     | Modifica les dades a Wikidata |
|        | Mas de Sant Joan | Albons   | masia        |                                   | 42° 06′ 35″ N, 3° 06′ 04″ E / 42.1095994914356°N,3.10117887500134°E |           |                     | Modifica les dades a Wikidata |

## muntanya
| imatge | Nom             | Ubicat a         | instància de | Detalls | coordenades                                                 | Protecció | Commons (més fotos) | Dades a WD                    |
| ------ | --------------- | ---------------- | ------------ | ------- | ----------------------------------------------------------- | --------- | ------------------- | ----------------------------- |
|        | Puig Segalar    | Viladamat Albons | muntanya     |         | 42° 06′ 45″ N, 3° 03′ 00″ E / 42.11244°N,3.04993°E 175 msnm |           |                     | Modifica les dades a Wikidata |
|        | Puig de Gorners | Albons           | muntanya     |         | 42° 06′ 48″ N, 3° 04′ 01″ E / 42.1133°N,3.06686°E 80.4 msnm |           |                     | Modifica les dades a Wikidata |

## Misc
| imatge | Nom                        | Ubicat a                    | instància de                                                                   | Detalls                                  | coordenades                                                         | Protecció                                            | Commons (més fotos)   | Dades a WD                    |
| ------ | -------------------------- | --------------------------- | ------------------------------------------------------------------------------ | ---------------------------------------- | ------------------------------------------------------------------- | ---------------------------------------------------- | --------------------- | ----------------------------- |
|        | Albons                     | Albons                      | entitat singular de població ens local històric de Catalunya capital municipal | 828 hab                                  | 42° 06′ 14″ N, 3° 05′ 04″ E / 42.10389°N,3.08433°E 22 msnm          |                                                      |                       | Modifica les dades a Wikidata |
|        | Castell d'Albons           | Albons                      | castell                                                                        |                                          | 42° 06′ 16″ N, 3° 05′ 08″ E / 42.104555°N,3.085657°E ca:Plaça Major | bé d'interès cultural bé cultural d'interès nacional | Castell d'Albons      | Modifica les dades a Wikidata |
|        | Cegala                     | Albons                      | vèrtex geodèsic                                                                | Alt: 1.2m                                | 42° 06′ 45″ N, 3° 03′ 00″ E / 42.112475°N,3.049931°E 176.706 msnm   |                                                      |                       | Modifica les dades a Wikidata |
|        | casa consistorial d'Albons | Albons                      | casa consistorial                                                              |                                          | 42° 06′ 15″ N, 3° 05′ 07″ E / 42.104191°N,3.0853307°E               |                                                      |                       | Modifica les dades a Wikidata |
|        | fortificació d'Albons      | Albons                      | muralla urbana                                                                 | Estil: arquitectura popular 16th century | 42° 06′ 15″ N, 3° 05′ 04″ E / 42.1042°N,3.08437°E                   | bé d'interès cultural bé cultural d'interès nacional | Fortificació d'Albons | Modifica les dades a Wikidata |
|        | muntanya de Sant Grau      | Albons la Tallada d'Empordà | serra                                                                          |                                          | 42° 06′ 12″ N, 3° 03′ 11″ E / 42.10330556°N,3.052925°E 157.6 msnm   |                                                      |                       | Modifica les dades a Wikidata |